# Hermann Lußmann
Hermann Lußmann (* 9. September 1930 in Gams bei Hieflau) ist ein ehemaliger österreichischer Politiker (ÖVP), Kaufmann und Sägewerksbesitzer. Lußmann war von 1980 bis 1990 Abgeordneter zum österreichischen Nationalrat.

## Leben
Lußmann besuchte nach der Volksschule ein Realgymnasium und im Anschluss die Handelsakademie in Graz. Er absolvierte in der Folge seine kaufmännische Praxis im elterlichen Betrieb sowie in Salzburg und übernahm die Firma seiner Eltern im Jahr 1954. Zudem erwarb Lußmann 1956 ein Sägewerk.

## Politik
Seine politische Karriere startete Lußmann 1970 als Mitglied des Gemeinderates der Gemeinde Gams bei Hieflau, zu deren Bürgermeister er im Jahr 1975 gewählt wurde. Lußmann war zudem von 1977 bis 1978 Abgeordneter zum Steiermärkischen Landtag und wirkte ab 1980 als Kammerrat der Kammer der gewerblichen Wirtschaft für Steiermark in der Sektion Fremdenverkehr. Lußmann vertrat die Österreichische Volkspartei zwischen dem 15. April 1980 und dem 4. November 1990 im österreichischen Nationalrat. 